# Shuto Machino
Shuto Machino (町野 修斗, , Machino Shūto), né le 30 septembre 1999 à Iga au Japon, est un footballeur international japonais qui évolue au poste d'avant-centre au Borussia Mönchengladbach.

## Biographie

### Formation et débuts
Né à Iga au Japon, Shuto Machino étudie notamment au Lycée Riseisha avant de rejoindre le Yokohama F. Marinos en 2018.
Il est prêté au Giravanz Kitakyushu pour la saison 2019 avant de signer définitivement avec ce club un an plus tard, sans avoir joué pour le Yokohama F. Marinos.
Lors de la saison 2020, il réalise notamment un doublé lors de la réception du Tokyo Verdy le 23 août 2020 et permet à son équipe de l'emporter (2-1 score final). Il inscrit au total sept buts en deuxième division japonaise cette saison-là.

### Shonan Bellemare
Le 26 décembre 2020, est annoncé le transfert de Shuto Machino au Shonan Bellmare. Il découvre la J. League, l'élite du football japonais, face au Kashima Antlers, le 10 mars 2021. Il est titularisé puis remplacé par Naoki Ishihara lors de cette rencontre perdue par les siens (3-1).
Le 13 mars 2021, il inscrit son premier but en première division japonaise, lors de la réception du Vegalta Sendai. Il entre en jeu à la place de Naoki Ishihara et inscrit son but de la tête, participant ainsi à la victoire des siens (3-1 score final).
Joueur puissant, doté d'une frappe lourde des deux pieds et ne rechignant pas aux efforts défensifs, Machino se révèle lors de la saison 2022 en inscrivant treize buts, faisant de lui le deuxième meilleur buteur du championnat derrière le brésilien Thiago Santana (en) (14 réalisations).

### Holstein Kiel
Le 29 juin 2023, Shuto Machino rejoint l'Allemagne pour s'engager en faveur d'Holstein Kiel. Il signe un contrat courant jusqu'en juin 2027.
Le 5 août 2023, Machino inscrit son premier but pour Holstein Kiel, lors d'une rencontre de championnat face à Greuther Fürth. Titularisé, il donne la victoire à son équipe en transformant un penalty (2-1 score final).
Le 29 septembre 2024, Machino est l'auteur de son premier doublé pour Holstein Kiel, lors d'une rencontre de championnat face à l'Eintracht Francfort. Titularisé, il ne peut empêcher la défaite des siens malgré ses deux buts (2-4 score final),.

### Borussia Mönchengladbach
Le 26 juillet 2025, Shuto Machino rejoint le Borussia Mönchengladbach dans un transfert s'élevant à hauteur de 8,00mio. €

### En sélection
Initialement absent de la liste du sélectionneur Hajime Moriyasu pour participer à la Coupe du monde 2022, Shuto Machino intègre finalement le groupe en étant retenu le 8 novembre 2022 à la place de Yūta Nakayama, ce dernier déclarant forfait en raison d'une blessure.